# 麻杏甘石湯
麻杏甘石湯（まきょうかんせきとう）とは漢方薬の一種である。
味は少し甘みがあるものの渋みが強く飲みにくい。麻黄と杏仁が咳を鎮め、麻黄と石膏の働きにより体の熱を取り除き、止汗や利尿作用がある

## 構成生薬
- 石膏（セッコウ） 10.0
- 麻黄（マオウ） 4.0
- 杏仁（キョウニン） 4.0
- 甘草（カンゾウ） 2.0

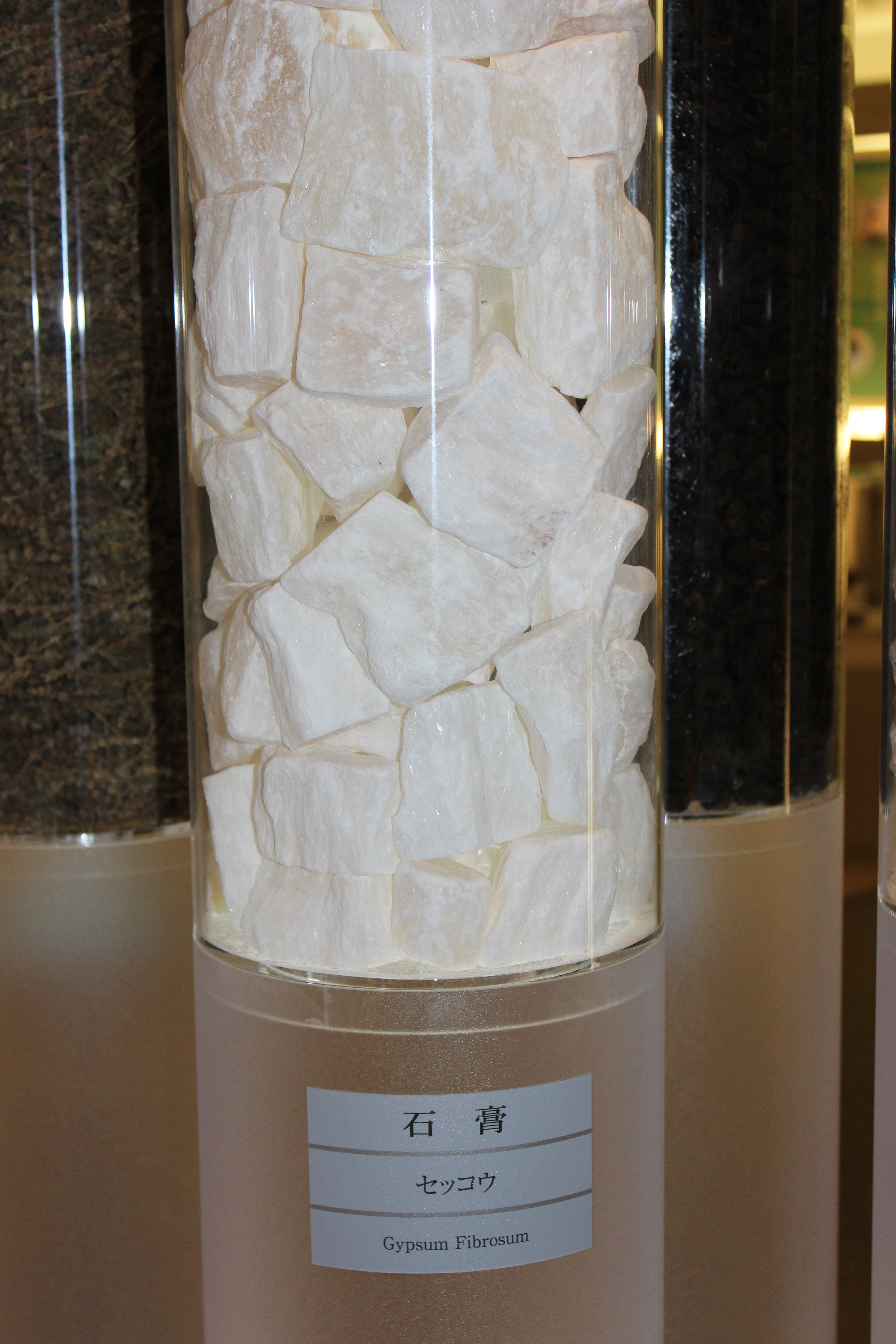
石膏
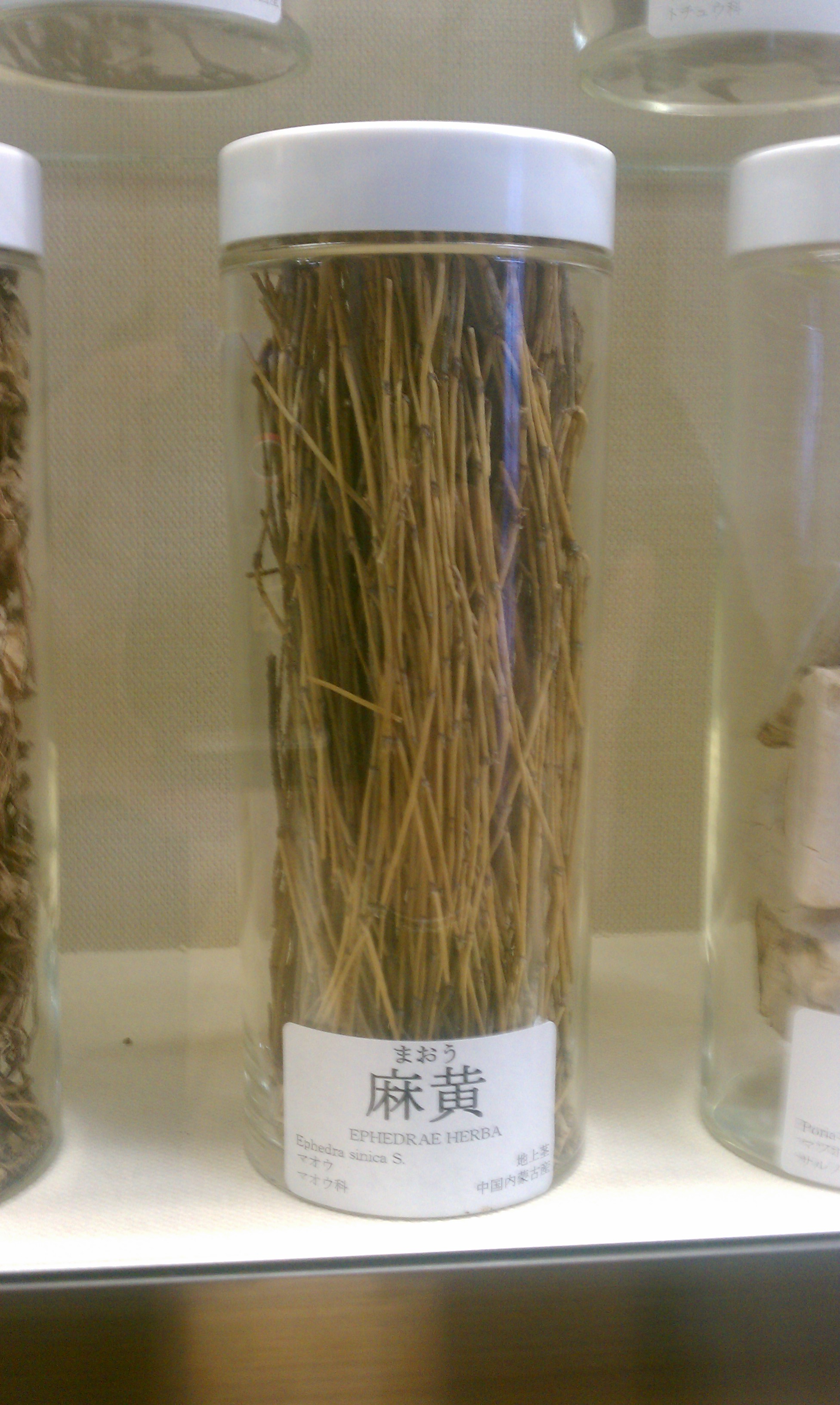
麻黄
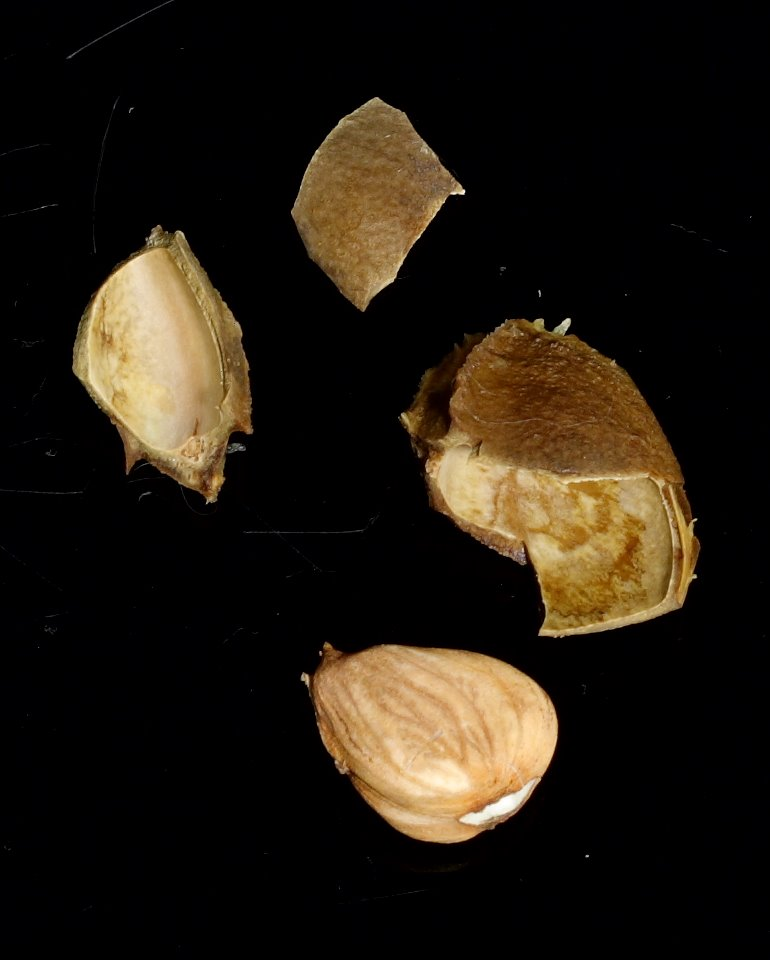
杏仁
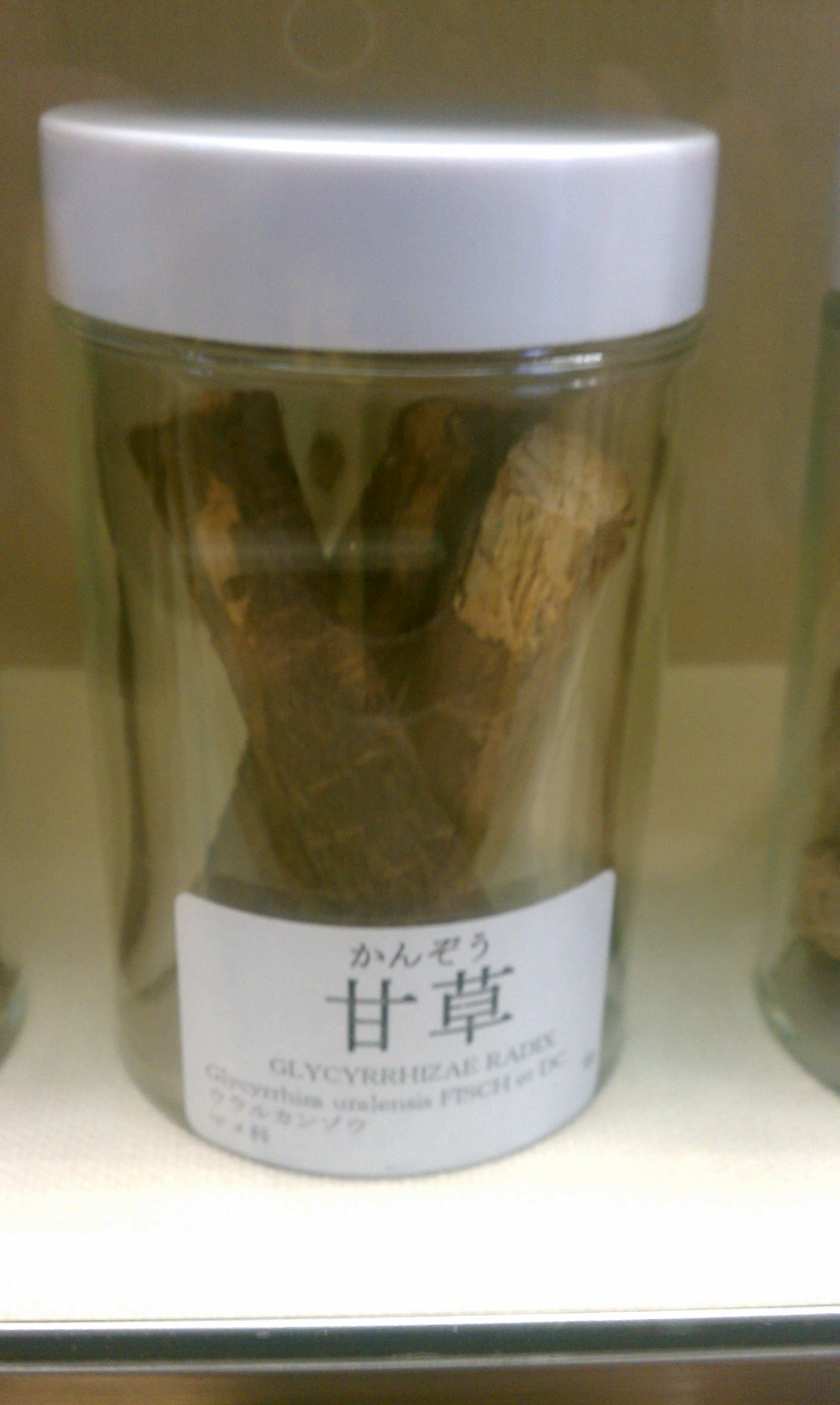
甘草

## 用法
成人に1日7.5gを2〜3回に分割し、食前又は食間に経口投与する。妊婦、授乳婦に対する安全性は確立されておらず、危険性より有効性が上回ると判断されるときのみ使用する。

## 適応症
気管支喘息、気管支炎、肺炎など

## 副作用
偽アルドステロン症、ミオパシー、不眠、動悸、頻脈、発汗過多、精神興奮、胃の不快感、食欲不振、悪心、嘔吐、下痢、排尿障害

## 併用注意
- 麻黄含有製剤
- エフェドリン類含有製剤
- モノアミン酸化酵素(MAO)阻害剤
- 甲状腺製剤
  - チロキシン
  - リオチロニン
- カテコールアミン製剤
  - アドレナリン
  - イソプレナリン
- キサンチン系製剤
  - テオフィリン
  - ジプロフィリン

## 慎重投与
（次の患者には慎重に投与すること）
1. 病後の衰弱期、著しく体力の衰えている患者（副作用があらわれやすくなり、その症状が増強されるおそれがある。）
2. 胃腸の虚弱な患者（食欲不振、胃部不快感、悪心、嘔吐、軟便、下痢等があらわれるおそれがある。）
3. 食欲不振、悪心、嘔吐のある患者（これらの症状が悪化するおそれがある。）
4. 発汗傾向の著しい患者（発汗過多、全身脱力感等があらわれるおそれがある。）
5. 狭心症、心筋梗塞等の循環器系の障害のある患者、又はその既往歴のある患者（疾患及び症状が悪化するおそれがある。）
6. 重症高血圧症の患者（疾患及び症状が悪化するおそれがある。）
7. 高度の腎障害のある患者（疾患及び症状が悪化するおそれがある。）
8. 排尿障害のある患者（疾患及び症状が悪化するおそれがある。）
9. 甲状腺機能亢進症の患者（疾患及び症状が悪化するおそれがある。）

## その他注意
小児等に対する安全性は使用実績が少ないため確立されていない。

## その他
- 配合レシピは麻黄湯から桂枝を除き、石膏を追加したもので、桂枝の（漢方の概念としての）体表への作用から、石膏の体内部の熱を取る作用に変更されたことになる。石膏と相互作用により、麻黄の発汗作用が制汗に変化し、杏仁も鎮咳に加えて胸部の熱を取る効能が生じる。[3]

- 類聚方広義には、「ひどい咳がやまず、顔がむくみ、喉や口が乾燥し、胸痛がある場合に使用する」とある。また勿誤薬室方函口訣には、「麻黃湯（の病を起こしていた熱）が体内部に進んだ症状「汗出而喘」（脂汗とひどい咳）の薬。体表部にあった熱（大熱）が内部に潜入し胸部に迫ってひどい咳を起こしている状態で、これを麻黄石膏が解消する。」と説明している。[4][5][3]。

- ひどい咳（発症直後ではない）があり、口渇、脂汗、顔面浮腫、呼吸困難を伴うような症状が伴うことがある。また尿は少なく色は濃い（体内の熱のため）。消化器は丈夫で食欲がある。このような場合に有効とされ、今日の病名では、気管支炎、感冒（せき）、喘息性気管支炎、百日咳、肺炎、気管支炎喘息、小児喘息などが該当する。また胃腸を冷やす効果が強いため、胃腸の丈夫な人に使用し、服用して食欲減退が見られれば合わないため中止すべきである[3]。

- 抗生物質のない時代に、咳・発熱に、粘り濃いタンが出る症状に対して、粘り濃いタンは細菌感染を示していて麻杏甘石湯がよく使われた。透明なタンの場合は抗生剤も無効なウイルス感染で小青竜湯が使われた[6]。

- 五虎湯は、麻杏甘石湯に桑白皮を加えた処方である。両者の用法は似ているが、麻杏甘石湯は頓服的な使い方で、五虎湯はやや長期的に服用できる[3]。